# Doral
Pour la localité, voir Doral (Floride).
Le doral B est un cépage que l'on trouve principalement en Suisse. Il est issu d'un croisement entre du chasselas et du chardonnay.

## Origine et répartition
Obtenu à la Station de Recherche Agronomique Changins-Wädenswil en 1965